# Raïon des Aléoutiennes
Le raïon des Aléoutiennes (en russe : Алеутский район, Aleoutski raïon) est l'une des onze subdivisions administratives du kraï du Kamtchatka, à l'est de la Russie. Son centre administratif est le village de Nikolskoïe. Le raïon est le moins peuplé de toute la Russie, avec seulement 671 habitants en 2021.

## Géographie
Le raïon des Aléoutiennes regroupe les îles du Commandeur, l'extension la plus occidentale des îles Aléoutiennes, situées en mer de Béring, à l'est de la péninsule du Kamtchatka. Il couvre une superficie de 1 580 km2.

## Politique et administration

### Statut
Le raïon est un des onze raïons du kraï du Kamtchatka, dans le district fédéral extrême-oriental. Il est un raïon municipal, et comporte ainsi plusieurs municipalités à l'intérieur de lui.

### Tendances politiques
| Scrutin             | 1er tour | 1er tour | 1er tour | 1er tour | 1er tour | 1er tour | 1er tour | 1er tour | 1er tour | 1er tour | 1er tour | 1er tour | 2d tour                  | 2d tour                  | 2d tour                  | 2d tour                  | 2d tour                  | 2d tour                  | 2d tour                  | 2d tour                  | 2d tour                  | 2d tour                  |
| Scrutin             | 1er      | 1er      | %        | 2e       | 2e       | %        | 3e       | 3e       | %        | 4e       | 4e       | %        | 1er                      | 1er                      | %                        | 2e                       | 2e                       | %                        | 3e                       | %                        | 4e                       | %                        |
| ------------------- | -------- | -------- | -------- | -------- | -------- | -------- | -------- | -------- | -------- | -------- | -------- | -------- | ------------------------ | ------------------------ | ------------------------ | ------------------------ | ------------------------ | ------------------------ | ------------------------ | ------------------------ | ------------------------ | ------------------------ |
| Présidentielle 2012 |          | ER       | 71,17    |          | LDPR     | 11,43    |          | SE       | 10,13    |          | KPRF     | 3,90     | Victoire au premier tour | Victoire au premier tour | Victoire au premier tour | Victoire au premier tour | Victoire au premier tour | Victoire au premier tour | Victoire au premier tour | Victoire au premier tour | Victoire au premier tour | Victoire au premier tour |
| Présidentielle 2018 |          | ER       | 80,31    |          | LDPR     | 9,96     |          | KPRF     | 3,54     |          | GRANI    | 1,55     | Victoire au premier tour | Victoire au premier tour | Victoire au premier tour | Victoire au premier tour | Victoire au premier tour | Victoire au premier tour | Victoire au premier tour | Victoire au premier tour | Victoire au premier tour | Victoire au premier tour |

## Population
L'ensemble de la population du raïon réside à Nikolskoïe. Elle est en recul constant depuis 25 ans, elle était de 676 (2010); 808 (2002) 1 356 (1989).
| Non. | Localité   | Statut  | Fondation       | Population 2010 | Population 2021 |
| ---- | ---------- | ------- | --------------- | --------------- | --------------- |
| 1    | Nikolskoïe | village | 10 janvier 1932 | 676             | 676             |